# West Homestead
West Homestead é um distrito localizado no estado norte-americano da Pensilvânia, no Condado de Allegheny.

## Demografia
Segundo o censo norte-americano de 2000, a sua população era de 2197 habitantes.
Em 2006, foi estimada uma população de 2030, um decréscimo de 167 (-7.6%).

## Geografia
De acordo com o United States Census Bureau tem uma área de 2,7 km², dos quais 2,4 km² cobertos por terra e 0,3 km² cobertos por água.

## Localidades na vizinhança
O diagrama seguinte representa as localidades num raio de 4 km ao redor de West Homestead.